# Kranichfeld
Kranichfeld est une ville de Thuringe, dans l'arrondissement du Pays-de-Weimar, en Allemagne. Elle est située sur les bords de l'Ilm, à 18 km au sud-est d'Erfurt, et à 16 km au sud-ouest de Weimar.
Elle appartenait par moitié au grand-duché de Saxe-Weimar-Eisenach et au duché de Saxe-Meiningen.

## Personnalités liées à la ville
- Charlotte von Ahlefeld (1781-1849), écrivaine née à Stedten.
- Rudolf Baumbach (1840-1905), poète né à Kranichfeld.
- August Baudert (1860-1942), homme politique né à Kranichfeld.
- Camilio Mayer (1890-1972), funambule mort à Stedten an der Ilm.